# Panashe Chigumadzi
Panashe Chigumadzi, née en 1991, est une journaliste, essayiste et romancière zimbabwéenne. Elle est également la fondatrice du Vanguard Magazine, un magazine web féministe.

## Biographie
Panashe Chigumadzi naît en 1991 au Zimbabwe et grandit en Afrique du Sud. Elle étudie à l'université du Witwatersrand, y milite au sein d'un mouvement intitulé Transform Wits et y est un témoin attentif des manifestations de Rhodes must fall. Elle évoque ce contexte dans le cadre de son doctorat mené au Hutchins Center for African and African American Research de l'université Harvard,.
En 2015, elle publie son premier roman, dont le personnage principal est une jeune femme noire zimbabwéenne vivant en milieu urbain, confrontée à la précarité dans un pays en crise économique,.
Après ses études, elle travaille comme reporter pour CNBC Afrique. Elle publie ensuite ses écrits dans divers médias sud-africains, anglais ou américains. Elle fonde le Vanguard Magazine, un magazine web féministe, inspiré également par le panafricanisme et le mouvement de conscience noire,.
Son essai This Bones Will Rise Again, publié en 2017, se concentre sur la figure de Nehanda Nyakasikana (une médium du peuple Shona qui a mené un combat anti-colonialiste au Zimbabwe), et mêle également à ces éléments faisant partie de l'histoire du Zimbabwe d'autres éléments issus de l'histoire de sa famille,.
Tout en étudiant et en écrivant sur la lutte pour l'indépendance du Zimbabwe, elle analyse également l'évolution de la société sud-africaine, l'Afrique du Sud post-apartheid, et ce que devient le rêve d'une nation arc-en-ciel. 
Outre ses romans, et ses articles sur la littérature et la critique littéraire, elle apparaît régulièrement sur BBC World Service. Elle contribue également à l'anthologie New Daughters of Africa de 2019, éditée par Margaret Busby.
Fin 2021, Panashe Chigumadzi écrit sur le concept de la philosophie Ubuntu pour The Guardian. Pour elle, tout comme les Noirs ont été dépossédés de leur terre, la philosopĥie Ubuntu a été dépossédée de ses exigences profondément radicales en matière de relations historiques et sociales éthiques entre les personnes, malgré l'essor d'Ubuntu dans le discours post-apartheid, qui a donné son nom à des logiciels, des entreprises, des livres et des organisations philanthropiques.

## Principales œuvres
- Sweet Medicine, Blackbird Books, 2015 - un roman qui explore la crise économique de 2008 au Zimbabwe[14].
- These Bones Will Rise Again, Indigo Books, 2017[15].

## Prix
- Bourse Ruth First pour le journalisme, 2015[16]
- Prix littéraire commémoratif K Sello Duiker (South African Literary Awards (SALA)) en 2016 pour Sweet Medicine[17]